# Lil Nas X
Lil Nas X (Lithia Springs, Geòrgia, EUA, 9 d'abril de 1999), nom de naixement Montero Lamar Hill, és un raper, cantant i compositor estatunidenc. Va ser conegut internacionalment pel single de rap «Old Town Road», que va assolir una popularitat viral a l'aplicació TikTok a principis del 2019 i va ser certificat per diamant el novembre del mateix any. Va ser la segona cançó més venuda de 2019, amb 18,4 milions d'unitats venudes. La cançó va arribar al número u dels Billboard Hot 100 dels Estats Units on va romandre durant dinou setmanes consecutives, l'única cançó a fer-ho des de 1958. A més, «Old Town Road» es va alçar amb un guardó en els American Music Awards i amb dos en els premis Grammy i els MTV Video Music Awards.
Ha estat nominat a set premis Grammy, el major nombre en el 2019. «Old Town Road» va guanyar dos MTV Video Music Awards incloent el de cançó de l'any. En el 'single' col·labora el cantant country –i pare de Miley Cyrus– Billy Ray Cyrus i va superar els 240 milions de clics a YouTube arribant pràcticament al bilió de reproduccions entre la cançó original i el 'remix' a Spotify. És l'únic artista LGBTQ que va guanyar un premi Country Music Association per aquesta cançó. Les seves cançons han estat reproduïdes més de 2.300 milions de vegades.
El 26 de març de 2021, Lil Nas X va publicar una nova cançó, MONTERO (Call Me By Your Name), la primera cançó del seu primer àlbum, que va sortir el 17 de septembre de 2021. Aquesta cançó va ser molt polèmica a causa del videoclip que l'acompanya, amb temàtica religiosa, especialment satànica, ja que el vídeo acaba quan l'artista es corona amb les banyes de Satanàs. Així i tot, va tornar a col·locar-se com número 1 en la majoria de llistes d'èxits del món.
Lil Nas X va començar la seva carrera com una personalitat d'internet en Twitter. Va guanyar popularitat a través del seu compte fan de Nicki Minaj «Nas Maraj», fent referència al cognom real de Nicki Minaj «Maraj», així com el raper de Nova York Nas.
Va començar a pujar cançons a Soundcloud el 2018. El 3 de desembre de 2018, va llançar la cançó country «Old Town Road». La cançó es va fer viral a principis de 2019 gràcies al mem «Yeehaw Challenge» en l'aplicació TikTok. Billboard va eliminar la cançó de la llista Hot Country en març de 2019. Parlant sobre la seva decisió en la revista Rolling Stone, Billboard va dir: 
| « | Després d'una revisió addicional, es va determinar que «Old Town Road» de Lil Nas X actualment no mereix inclusió en les llistes Country de Billboard. En determinar els gèneres, s'examinen alguns factors, però davant de tot és una composició musical. Si bé «Old Town Road» incorpora referències a imatges countrys i vaqueres, però, no recull suficients elements de la música country de hui en dia en la seva versió actual. | » |

Un altre portaveu de Billboard li va dir a Genius: «La decisió de Billboard de traure a la cançó de la llista country no va tindre absolutament res a veure amb la raça de l'artista».